# Candeal
Candeal é um município brasileiro do estado da Bahia. Localizado na Mesorregião do Nordeste Baiano, Microrregião de Serrinha. Candeal pertence à Área de Expansão Metropolitana de Feira de Santana, sendo o terceiro município menos populoso, sua população estimada em 2024 pelo IBGE era de 7 969 habitantes, juntamente com Riachão do Jacuípe são os dois municípios da Região Sisaleira que pertence a Região Metropolitana de Feira de Santana.

## Geografia
Limita-se com os municípios de Ichu, Tanquinho, Serrinha (minimamente), Lamarão, Feira de Santana, Serra Preta (minimamente) e Riachão do Jacuípe.